# Des Walker
Desmond „Des“ Sinclair Walker (* 26. November 1965 in Hackney/London, England) ist ein ehemaliger englischer Fußballspieler und war dabei langjährig für den Verein Nottingham Forest aktiv.

## Sportlicher Werdegang
Walker, ein antrittsschneller und zweikampfstarker Innenverteidiger, wurde als Jugendlicher in London entdeckt und 1982 von Nottingham Forest für den Nachwuchsbereich verpflichtet. Dort baute Trainer Brian Clough ein neues Team aus jungen Talenten auf, nachdem seine erfolgreiche Mannschaft nach zwei Siegen im Europapokal der Landesmeister in die Jahre gekommen war. Walker debütierte im März 1984 im Alter von nur 18 Jahren und schloss mit seinem Verein die Saison in der First Division nach drei weiteren Einsätzen auf dem dritten Platz ab.
Forest entwickelte sich mit Walker und weiteren jungen Talenten aus der eigenen Nachwuchsakademie weiter positiv und nach erneuten Meisterschaftsplatzierungen in der oberen Tabellenhälfte erreichte das Team im Jahr 1988 das Halbfinale des FA Cups. Die guten Leistungen Walkers führten zudem dazu, dass der englische Nationaltrainer Bobby Robson zunehmend unter Druck geriet, Walker für künftige Länderspiele zu berücksichtigen.
Nachdem der Verein in diesem Jahr im FA Cup dann gegen den FC Liverpool ausgeschieden war, gewann Walker mit Forest im anschließenden Jahr mit dem Ligapokal die erste Trophäe seit neun Spielzeiten und besiegte dabei im Wembley-Stadion im Finale Luton Town mit 3:1. Es folgte das zweite FA-Cup-Halbfinale in zwei Jahren gegen den FC Liverpool, das aufgrund der Hillsborough-Katastrophe mit 96 toten Liverpooler Anhängern nicht stattfand. Das neu angesetzte Spiel gewann Liverpool kurze Zeit später mit 3:1.
Nur einen Monat danach gab Walker seinen Einstand für die englische Nationalmannschaft und wurde dabei als Ersatzspieler für Tony Adams im Spiel gegen Dänemark eingewechselt. Kurz darauf wurde Walker regelmäßig auf den stark umkämpften Plätzen in der Innenverteidigung eingesetzt, wobei vor allem Adams, Terry Butcher und Mark Wright unmittelbare Konkurrenten darstellten.
Walker verteidigte mit Forest im Jahr 1990 den Ligapokaltitel mit einem Finalsieg gegen Oldham Athletic und wurde trotz einer enttäuschenden Meisterschaftssaison von Robson in den 22-köpfigen englischen Kader für die WM 1990 in Italien berufen.
In allen sieben Spielen Englands bei der Weltmeisterschaft wurde Walker eingesetzt und erhielt durch seine guten Leistungen internationale Anerkennung, die nur durch den neuen Jungstar Paul Gascoigne etwas überschattet wurde. Die defensive Dreierkette mit Wright und Butcher, wobei sich Adams noch nicht einmal im Kader befand, bewährte sich in dem Turnier, bis England im Halbfinale im Elfmeterschießen gegen Deutschland ausschied.
Nach Butchers Rücktritt wurde Walker zu einem zentralen Fixpunkt in der englischen Defensive, auch nachdem Graham Taylor das englische Traineramt übernommen hatte. Auch bei seinem Verein in Nottingham war Walker ein wichtiger Spieler, als Clough mit seiner Mannschaft erneut versuchte, den FA Cup zu gewinnen.
Forest erreichte das Endspiel im Wembley-Stadion, unterlag dort jedoch Tottenham Hotspur mit 1:2. Walker selbst war an der entscheidenden Szene unglücklich beteiligt, als beim Stand von 1:1 in der Verlängerung ein Eckball der Spurs gefährlich in Richtung des kurzen Pfostens geschossen wurde.
Walker, der am langen Pfosten postiert war und von Gegenspielern unter Druck gesetzt wurde, versuchte den Ball per Kopf abzuwehren, lenkte ihn jedoch ins eigene Tor. Die Spurs gewannen somit das Spiel und Walker sorgte unfreiwillig für den Titelgewinn des Vereins, der Walkers Lieblingsklub als Jugendlicher war.
Dieses Tor stellte ein Kuriosum dar, weil Walker fast torlos in seiner Karriere bleiben sollte und, im Unterschied zu vielen anderen Innenverteidigern, auch nicht bei Standardsituationen oder in späten Spielphasen in die Offensive beordert wurde. Bis zum Jahr 1992 hatte er in seiner bis dahin achtjährigen Karriere noch keinen Treffer erzielt.
Am Neujahrstag 1992 änderte sich dies, als Nottingham kurz vor Ende gegen Luton Town in einem Ligaspiel mit 0:1 zurücklag. Walker wagte sich in einer der letzten Spielsituationen nach vorne und fand sich unmittelbar in der Situation wieder, einem langen Pass in Richtung gegnerisches Tor nachzugehen. Unerfahren in derartigen Torabschlusssituationen, schoss er den Ball einfach hart und hoch ins Tor und sorgte somit für das Remis in dem Spiel. Der eigene Anhang feierte diesen Durchbruch Walkers ausgelassen.
Im weiteren Verlauf der Saison erreichte der Verein erneut das Endspiel im Ligapokal und verlor dieses gegen Manchester United. Walker wurde für die EM 1992 in Schweden berufen, bei der England bereits nach der ersten Gruppenphase ausschied. Nach dem Turnier verpflichtete der italienische Verein Sampdoria Genua unter dem damaligen Trainer Sven-Göran Eriksson Walker für eine Ablöse von 1,5 Millionen Pfund. Dort absolvierte er jedoch nur eine Spielzeit und kehrte für 2,7 Millionen Pfund nach England zu Sheffield Wednesday zurück.
Nach einer Langzeitverletzung litt Walkers Schnelligkeit mittlerweile deutlich und hatte die Beendigung seiner Nationalmannschaftskarriere zur Folge. Er hatte zuvor alle englischen Qualifikationsspiele zur WM 1994 in den USA bestritten, an denen England jedoch scheiterte. Walkers internationale Karriere war somit nach 59 Spielen beendet, wobei ihm, nicht überraschend, kein Treffer gelang.
Er konzentrierte sich weiter auf den Vereinsfußball und war noch viele Jahre bei Sheffield Wednesday aktiv, wo er mehr als 300 Spiele unter acht verschiedenen Trainern absolvierte. Er schloss sich dann im Jahr 2001 kurzzeitig Burton Albion und seinem ehemaligen Mannschaftskameraden, Nigel Clough, an und folgte danach erneut dem Ruf von Nottingham Forest, die mittlerweile nur noch unterklassig spielten.
Walker spielte, zehn Jahre nachdem er Forest zum ersten Mal verlassen hatte, noch fast 60 Partien und trat dann im Alter von 38 Jahren nach insgesamt 354 Spielen und einem Tor für Forest zurück. Seine Karriere wurde durch ein offizielles Abschiedsspiel im Mai 2005 abgerundet.
Er übernahm daraufhin das Traineramt beim gleichen Verein, wurde dann jedoch durch Gary Megson ersetzt.

## Kurioses
Walker belegte als Mitglied der Band Englandneworder mit dem Titel World In Motion, der anlässlich der Fußball-Weltmeisterschaft in Italien im Jahr 1990 aufgenommen wurde, Platz 1 der UK-Charts.

## Erfolge
- League-Cup-Sieger: 1989, 1990
- Full-Members-Cup-Sieger: 1989, 1992